# Тарнов (Німеччина)
Тарнов (нім. Tarnow) — громада в Німеччині, розташована в землі Мекленбург-Передня Померанія. Входить до складу району Росток. Складова частина об'єднання громад Бютцов-Ланд.
Площа — 40,49 км2. Населення становить 1083 ос. (станом на 31 грудня 2020).